# Ousseni Bouda
Ousseni Bouda (Ouagadougou, 28 aprile 2000) è un calciatore burkinabé, attaccante dei S.J. Earthquakes e della nazionale burkinabé.

## Carriera

### Club
Cresciuto nella Right to Dream Academy, in seguito si è trasferito negli Stati Uniti, dove ha praticato calcio a livello scolastico. Il 12 gennaio 2022, grazie alla collaborazione con Generation Adidas, viene scelto dai S.J. Earthquakes nel corso dell'MLS SuperDraft. Ha esordito in MLS il 13 marzo seguente, in occasione dell'incontro perso per 2-0 contro i Philadelphia Union.

### Nazionale
Il 7 giugno 2022 ha esordito con la nazionale burkinabé, disputando il match vinto per 1-3 contro l'eSwatini.

## Statistiche

### Presenze e reti nei club
Statistiche aggiornate al 24 novembre 2022.
| Stagione        | Squadra             | Campionato      | Campionato | Campionato | Coppe nazionali | Coppe nazionali | Coppe nazionali | Coppe continentali | Coppe continentali | Coppe continentali | Altre coppe | Altre coppe | Altre coppe | Totale | Totale |
| Stagione        | Squadra             | Comp            | Pres       | Reti       | Comp            | Pres            | Reti            | Comp               | Pres               | Reti               | Comp        | Pres        | Reti        | Pres   | Reti   |
| --------------- | ------------------- | --------------- | ---------- | ---------- | --------------- | --------------- | --------------- | ------------------ | ------------------ | ------------------ | ----------- | ----------- | ----------- | ------ | ------ |
| 2022            | S.J. Earthquakes    | MLS             | 9          | 0          | USOC            | 3               | 1               |                    | -                  | -                  |             | -           | -           | 12     | 1      |
| 2022            | S.J. Earthquakes II | MNP             | 3          | 2          |                 | -               | -               |                    | -                  | -                  |             | -           | -           | 3      | 2      |
| Totale carriera | Totale carriera     | Totale carriera | 12         | 2          |                 | 3               | 1               |                    | -                  | -                  |             | -           | -           | 15     | 3      |

### Cronologia presenze e reti in nazionale
| Cronologia completa delle presenze e delle reti in nazionale ― Burkina Faso | Cronologia completa delle presenze e delle reti in nazionale ― Burkina Faso | Cronologia completa delle presenze e delle reti in nazionale ― Burkina Faso | Cronologia completa delle presenze e delle reti in nazionale ― Burkina Faso | Cronologia completa delle presenze e delle reti in nazionale ― Burkina Faso | Cronologia completa delle presenze e delle reti in nazionale ― Burkina Faso | Cronologia completa delle presenze e delle reti in nazionale ― Burkina Faso | Cronologia completa delle presenze e delle reti in nazionale ― Burkina Faso |
| Data                                                                        | Città                                                                       | In casa                                                                     | Risultato                                                                   | Ospiti                                                                      | Competizione                                                                | Reti                                                                        | Note                                                                        |
| --------------------------------------------------------------------------- | --------------------------------------------------------------------------- | --------------------------------------------------------------------------- | --------------------------------------------------------------------------- | --------------------------------------------------------------------------- | --------------------------------------------------------------------------- | --------------------------------------------------------------------------- | --------------------------------------------------------------------------- |
| 7-6-2022                                                                    | Johannesburg                                                                | eSwatini                                                                    | 1 – 3                                                                       | Burkina Faso                                                                | Qual. Coppa d'Africa 2023                                                   | -                                                                           | 63’                                                                         |
| 8-9-2023                                                                    | Marrakech                                                                   | Burkina Faso                                                                | 0 – 0                                                                       | eSwatini                                                                    | Qual. Coppa d'Africa 2023                                                   | -                                                                           | 71’                                                                         |
| 22-3-2024                                                                   | Casablanca                                                                  | Burkina Faso                                                                | 1 – 2                                                                       | Libia                                                                       | Amichevole                                                                  | 1                                                                           | 75’                                                                         |
| 26-3-2024                                                                   | Berrechid                                                                   | Niger                                                                       | 1 – 1                                                                       | Burkina Faso                                                                | Amichevole                                                                  | -                                                                           | 68’                                                                         |
| 6-6-2024                                                                    | Il Cairo                                                                    | Egitto                                                                      | 2 – 1                                                                       | Burkina Faso                                                                | Qual. Mondiali 2026                                                         | -                                                                           | 46’                                                                         |
| 10-6-2024                                                                   | Bamako                                                                      | Burkina Faso                                                                | 2 – 2                                                                       | Sierra Leone                                                                | Qual. Mondiali 2026                                                         | -                                                                           | 89’                                                                         |
| 6-9-2024                                                                    | Diamniadio                                                                  | Senegal                                                                     | 1 – 1                                                                       | Burkina Faso                                                                | Qual. Coppa d'Africa 2025                                                   | -                                                                           | 82’                                                                         |
| 10-9-2024                                                                   | Bamako                                                                      | Burkina Faso                                                                | 3 – 1                                                                       | Malawi                                                                      | Qual. Coppa d'Africa 2025                                                   | -                                                                           | 77’                                                                         |
| 14-11-2024                                                                  | Bamako                                                                      | Burkina Faso                                                                | 0 – 1                                                                       | Senegal                                                                     | Qual. Coppa d'Africa 2025                                                   | -                                                                           | 64’                                                                         |
| 18-11-2024                                                                  | Lilongwe                                                                    | Malawi                                                                      | 3 – 0                                                                       | Burkina Faso                                                                | Qual. Coppa d'Africa 2025                                                   | -                                                                           | 46’                                                                         |
| Totale                                                                      |                                                                             | Presenze                                                                    | 10                                                                          |                                                                             | Reti                                                                        | 1                                                                           |                                                                             |